# Legionář

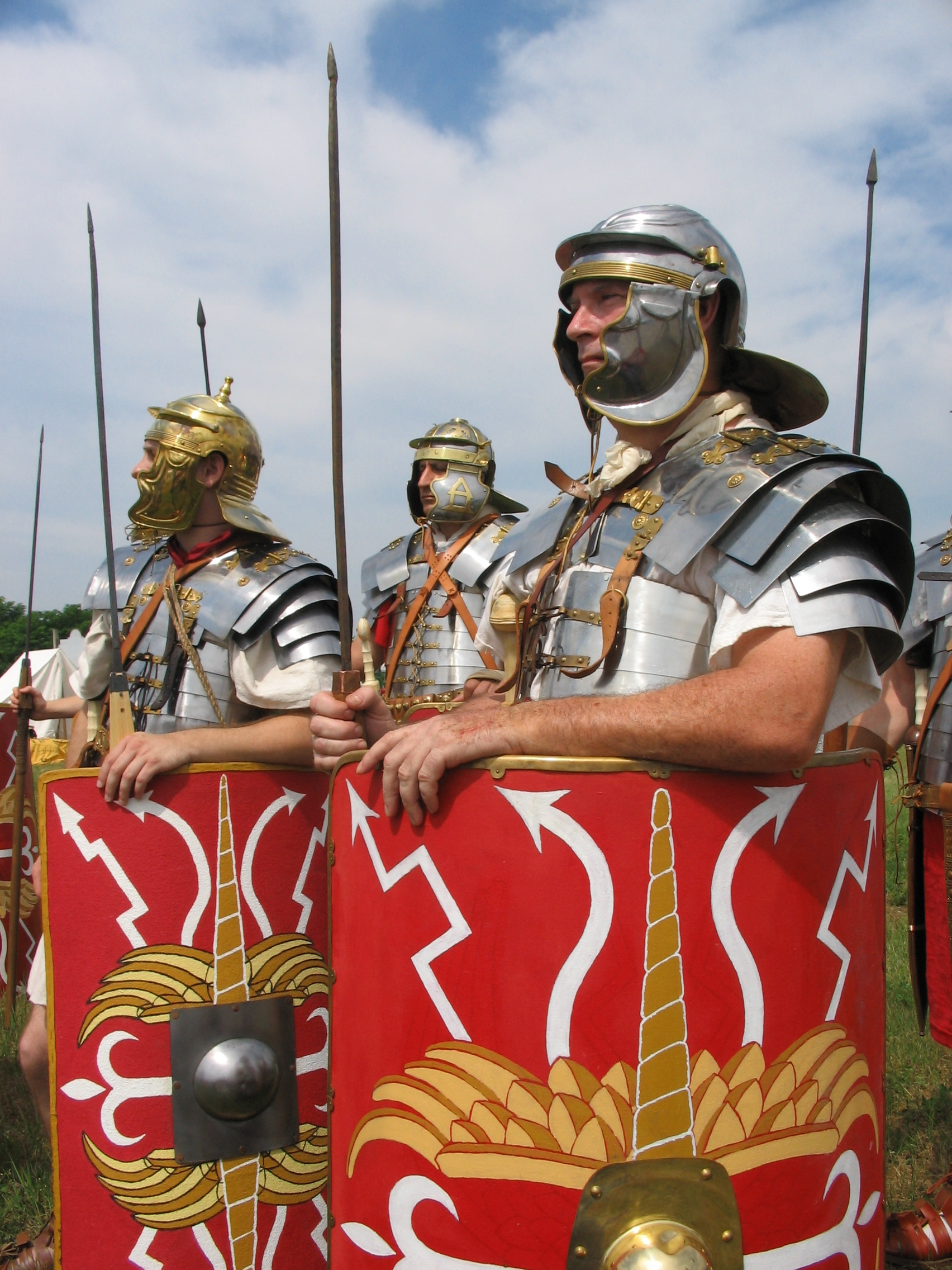
Moderní rekonstrukce římských legionářů s plátovou zbrojí (lorica segmentata)

Legionář byl voják starověkého Říma. Příslušníkem legie se mohl stát pouze římský občan mladší 45 let, který se zavázal k 25leté službě. Tím se lišili od dřívějších římských vojáků, kteří se svolávali pouze dočasně na dobu jednotlivých tažení. V posledních pěti letech byly veteránům jejich povinnosti ulehčovány.
Během pochodu v nepřátelském území museli být legionáři plně vyzbrojeni: nesli zbroj, štít (scutum), helmici (galea), dva oštěpy (pila), dýku (pugio) a krátký meč zvaný gladius. Obuti byli v těžkých sandálech (caligae) a v batožině na zádech si nesli jídlo, vodu a další výstroj.
Legionáři procházeli velmi tvrdým výcvikem. Základem úspěchu byla disciplína, přičemž jakékoli prohřešky byly velmi tvrdě trestány. Neustále byli cvičeni v boji se zbraněmi, a aby mohla být armáda účinně použita, museli být schopni ujít desítky kilometrů denně.